# Уніформа капелана

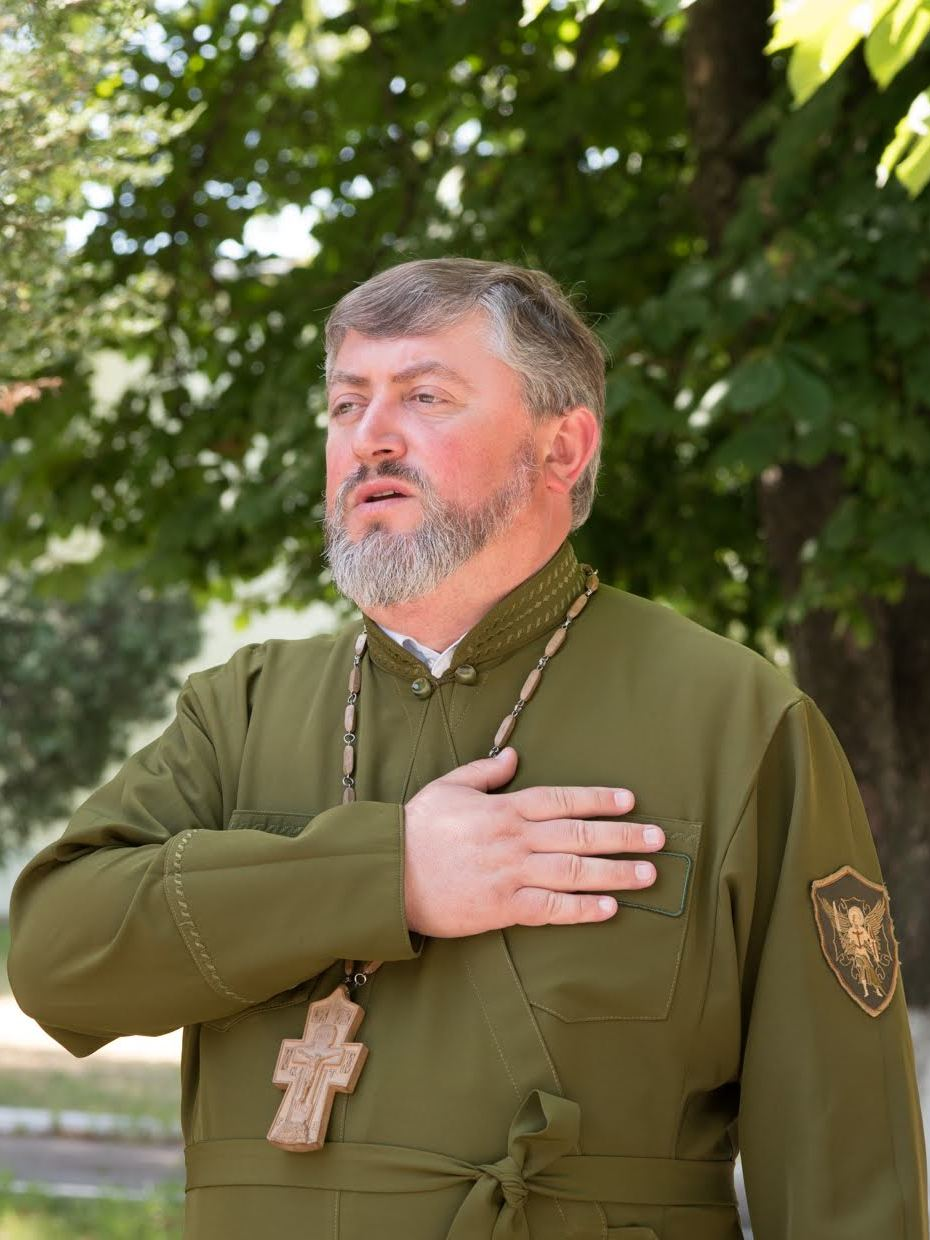
Священик ПЦУ в капеланському однострої

Уніформа капелана або капеланський однострій — одноманітний за конструкцією і регламентований на вигляд одяг капеланів. Він показує приналежність капелана до тих або інших збройних сил, а при розміщенні на ньому знаків розрізнення дає можливість визначити вид збройних сил, рід військ, службову категорію, військове звання капелана (якщо є) та приналежність до тієї чи іншої церкви чи релігійної організації. Оскільки капелан морально і психологічно підтримує військовослужбовців, то капеланська форма, як і військова має велике значення в організації, веденні бойових дій, підтриманні в армії і на флоті статутного військового порядку.

## Історія

### У США
Капеланська уніформа змінювалася впродовж багатьох років, від схожої на простий священичий одяг до військової форми як в інших офіцерів.
Не було встановлено жодної форми для капеланів військово-морського флоту до Генерального наказу Морського флоту від 1 травня 1830 року, який гласив:"Просте чорне пальто, жилет і панталони; панталони, які слід надягати на черевики чи черевики, або чорні бриджі, шовкові панчохи з взуттям; пальто має три чорні криті ґудзики під кишенями та на манжетах".
Положення, видані у 1841 р., внесли певні радикальні зміни, які дозволяли капеланам носити практично таку саму форму, як і інші військово-морські офіцери. Пальто їх було описано як "темно-синя тканина, з коміром із чорного оксамиту, що розкочується, як пальто лейтенантів". Норма також дозволяла "три ґудзики на манжетах та кишенькових клаптях та один посередині". Оскільки меч був офіційною частиною уніформи і нічого не було сказано протилежного, то капеланам дозволено було тоді носити мечі. У розповідях про експедицію Перрі до Японії в 1853-1854 роках згадується, що капелан Едмунд К. Біттінгер, член експедиції, носив меч.

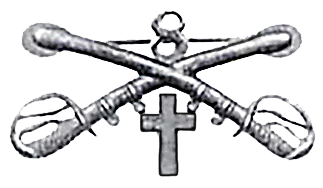
Значок на уніформі капелана в 1902 - 1914 рр.

Взимку 1843-1844 рр. деякі капелани в околицях Вашингтона та Філадельфії збиралися, щоб обговорити можливість зміни уніформи. Вони вважали, що уніформа, яку вимагають Норми 1841 року, "є непридатною для євангельських служителів", і сподівалися відновити колишню форму. Звертаючись 8 грудня 1843 року до секретаря військово-морського флоту, капелан Джон Робб вказав на різні невідповідності регламенту та прокоментував: "Згідно з чинними регламентами, капелани зобов'язані носити рівномірне пальто, шапочку, білий жилет, сині панталони взимку та білі влітку. Цей одяг, однак, не носять капелани, які є у Вашингтоні, Філадельфії, Нью-Йорку та Бостоні, і є лише один, наскільки можна встановити, на береговій службі, який носить якусь частину уніформи. Вони досі дотримуються колишнього вбрання — звичайного чорного костюма, який, безумовно, більше пасує, і цей одяг носили капелани у ВМС Британії."
У 1852 р. з'явилися нові постанови, які змінили двобортне пальто на однобортне і ліквідували один ряд «дев'яти великих ґудзиків ВМС спереду». Комірці та манжети мали бути «з чорного оксамиту, без вишивки». Халат на Богослужіння все ще був необов’язковим.

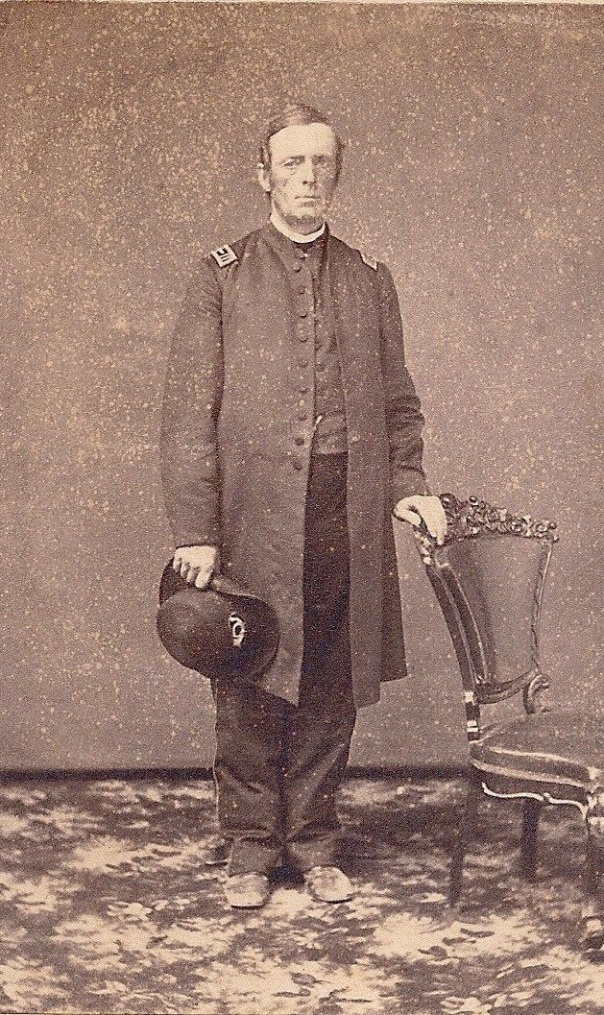
1860-ті. Капелан союзників під час громадянської війни в США

У лютому 1880 року Військовий департамент США створив перші унікальні знаки капелана для чорного пальто: "плечові пагони чорного кольору".
У США до 1882 р. капелан носив звичайне чорне пальто з епохи громадянської війни. Циркуляр № 1 1884 р. прописав, що капелани повинні носити уніформу, яка називалась "undress for officers", але не мала бути цілковито одягом офіцерів. У 1897 р. було внормовано цю єдину факультативну фракову шубу з падаючим коміром та дозволиено носити одяг під час здійснення релігійних богослужінь.
"Генеральний наказ № 169 від 1907 р. вказував капеланам носити чорний плащ, як повну форму одягу, але вони мали носити такий же одяг, як інші офіцери. Капелани носили ті ж шапки, що й інші офіцери, з білими та службовими шубами.

### Уніформа капелана в Україні

#### Православна Церква України
В березні 2018 року було розглянуто питання формування єдиного стандарту одягу для капеланів УПЦ КП. Рішенням зборів було затверджено звернутися з проханням до предстоятеля Церкви щодо отримання благословення на носіння військовими капеланами підрясника спеціального кольору, а саме - темно-оливкового. Вже у травні 2018 рішенням голови СУВД митрополитом Іоана керівником проекту “Підрясник для капелана” було призначено керівника відділу стратегічних комунікацій, адвоката, Шевченка Ярослава.
В червні 2018 року, за результатами перемовин із благодійниками, священнослужитель, українець за походженням, прот. Богдан Згоба (настоятель православної парафії в місті Філадельфія, США) на благодійних засадах профінансував виготовлення 100 одиниць підрясників темно-оливкового кольору для капеланів СУВД.  26 липня чин освячення уніформи капеланів відбувся у Михайлівському Золотоверхому соборі у Києві, за участі Патріарха Філарета. Спеціальні підрясники темно-оливкового кольору, які освятив патріарх, стали уніформою для використання військовими священиками (капеланами) на фронті.
На день хрещення Русі капелани безкоштовно отримали готові підрясники темно-оливкового кольору. Другу чергу — 150 одиниць — проспонсорував United Forest.